# 細井川停留場
細井川停留場（日语：／ Hosoigawa teiryūjō */?）是一個位於日本大阪府大阪市住吉區墨江一丁目，屬於阪堺電氣軌道阪堺線的停留場。車站編號為HN13。

### 車站構造
對向式月台2面2線的地面車站。

## 相鄰停留場
阪堺電氣軌道
■阪堺線
住吉鳥居前（HN12）－細井川（HN13）－安立町（HN14）